# Joan Borràs i Basora
Joan Borràs i Basora (Barcelona, 10 de novembre del 1940) és un actor de teatre, de cinema i de doblatge català. Debutà en el teatre el 1957 amb la Companyia de Joan Capri. Ha participat en nombrosos films i sèries de televisió de TV3 com La granja (1989-1992), Arnau (1994) o Secrets de família (1995). El 1995 va guanyar el Premi de Textos Teatrals de l'Associació d'Actors i Directors Professionals de Catalunya (AADPC) amb Pròleg, i el 2001 fou guardonat amb la Creu de Sant Jordi.

## Televisió
- A l'Est del Besòs (1987-1988), sèrie d'humor de TVE Catalunya.

## Filmografia
- La ciutat cremada (1976)
- ¿Y ahora qué, señor fiscal? (1977)
- L'orgia (1978)
- Salut i força al canut (1979)
- El vicari d'Olot (1981) de Ventura Pons.
- La quinta del porro (1981)
- La batalla del porro (1981)
- Asalto al Banco Central (1983)
- Pa d'àngel (1984)
- La teranyina (1990)
- La febre d'or (1993)
- El embrujo de Shanghai (2002)
- Forasters (2008) de Ventura Pons.